# KZ-Friedhof Birnau
| Friedhof           | Friedhof                                |
| ------------------ | --------------------------------------- |
| KZ-Friedhof Birnau |                                         |
| Land:              | Deutschland                             |
| Region:            | Bodenseekreis                           |
| Ort:               | Nordöstlich der Wallfahrtskirche Birnau |
| Einweihung:        | 9. April 1946                           |

Der KZ-Friedhof Birnau, auch Internationale Kriegsgräberstätte Birnau, ist ein KZ-Friedhof für 97 KZ-Häftlinge unterschiedlicher Nationen aus dem KZ Aufkirch bei Überlingen unweit der Wallfahrtskirche Birnau.

## Lage

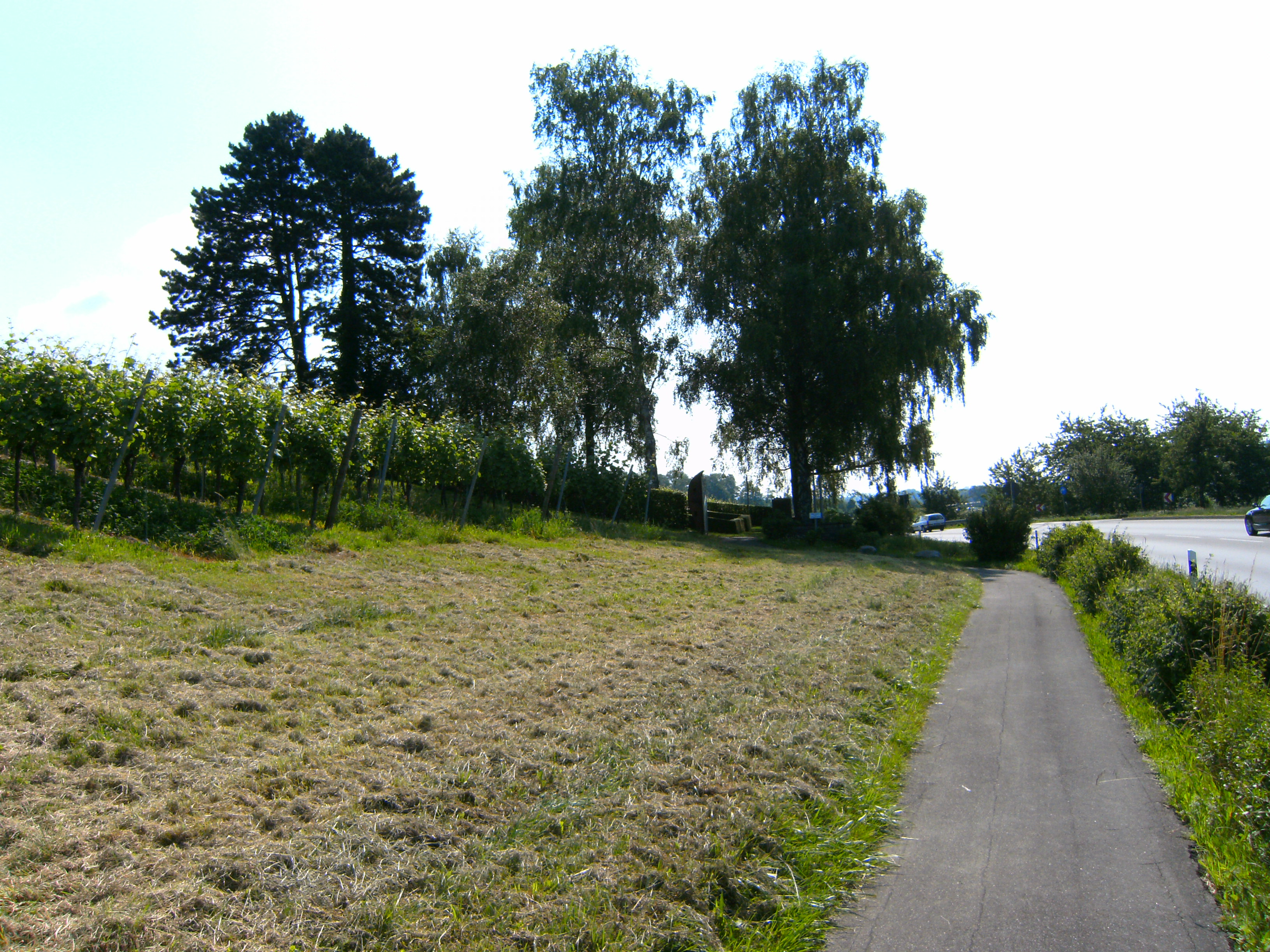
Fußpfad vom Westen zum Friedhof

Der Friedhof liegt direkt neben der Bundesstraße 31 in Fahrtrichtung West zwischen Uhldingen-Mühlhofen und der Wallfahrtskirche Birnau, ist aber nur von Westen her über einen Fußweg an der Bundesstraße entlang zu erreichen; auf der gegenüberliegenden Seite befindet sich ein kleiner Parkplatz auf gleicher Höhe. Von den Parkplätzen an der Badischen Gaststätte Oberhof oder der Wallfahrtskirche Birnau (Unterquerung der Bundesstraße 31) ist der Platz gut zu Fuss zu erreichen.

## Zwangsarbeiter für die Rüstungsindustrie

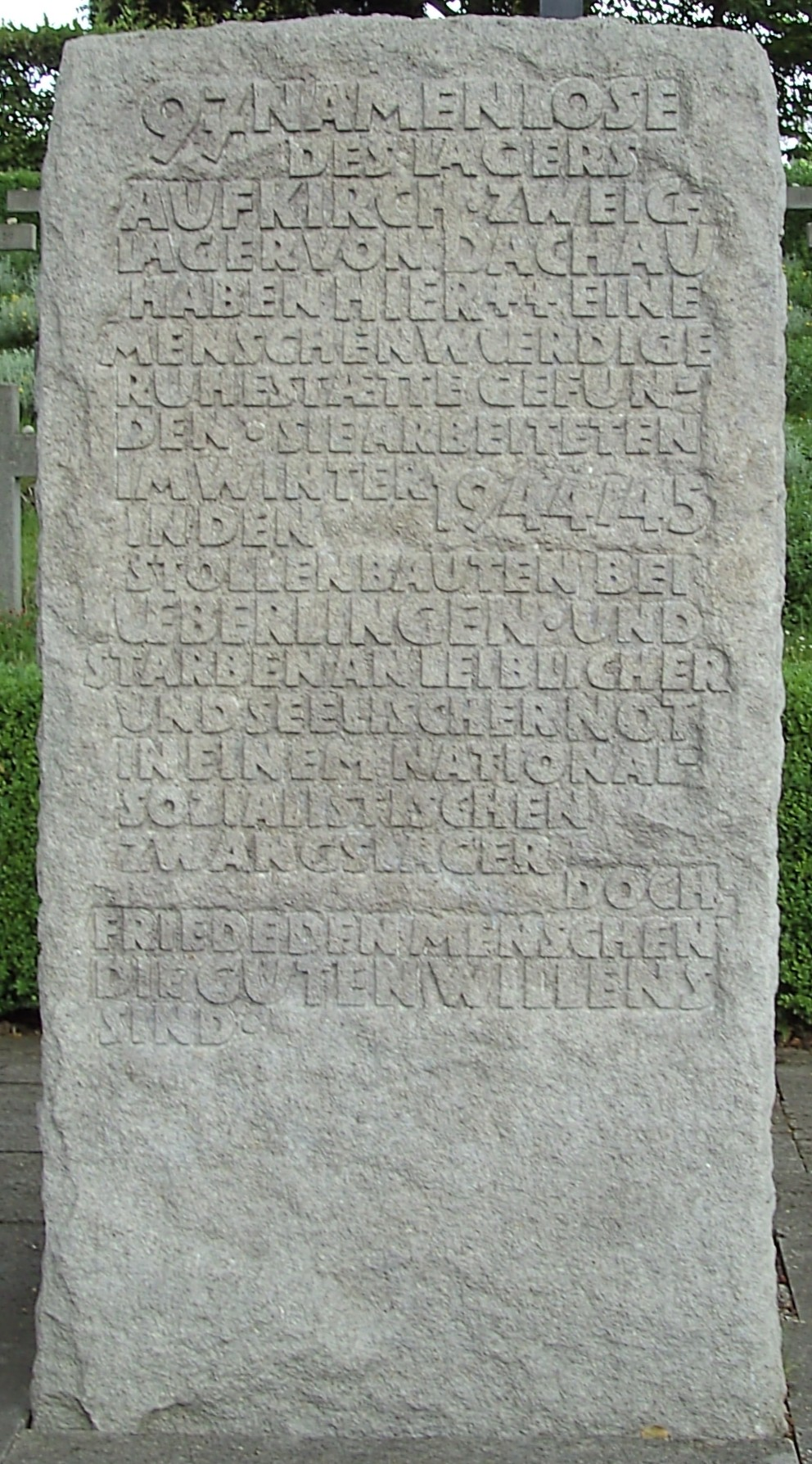
Gedenkstein für die Toten des Stollenbaus 1944/1945 in Überlingen

Die in Birnau Beigesetzten gehörten zu einem Trupp von rund 800 Häftlingen aus dem KZ Dachau, die westlich von Überlingen vom Oktober 1944 bis April 1945 den Goldbacher Stollen in den dortigen Molassefelsen trieben, ein unterirdisches Stollensystem, in dem die Friedrichshafener Rüstungsbetriebe Dornier, Zeppelin, ZF und Maybach vor Bombardierungen durch die Luftwaffe der Alliierten geschützt sein sollten.

## Die Toten

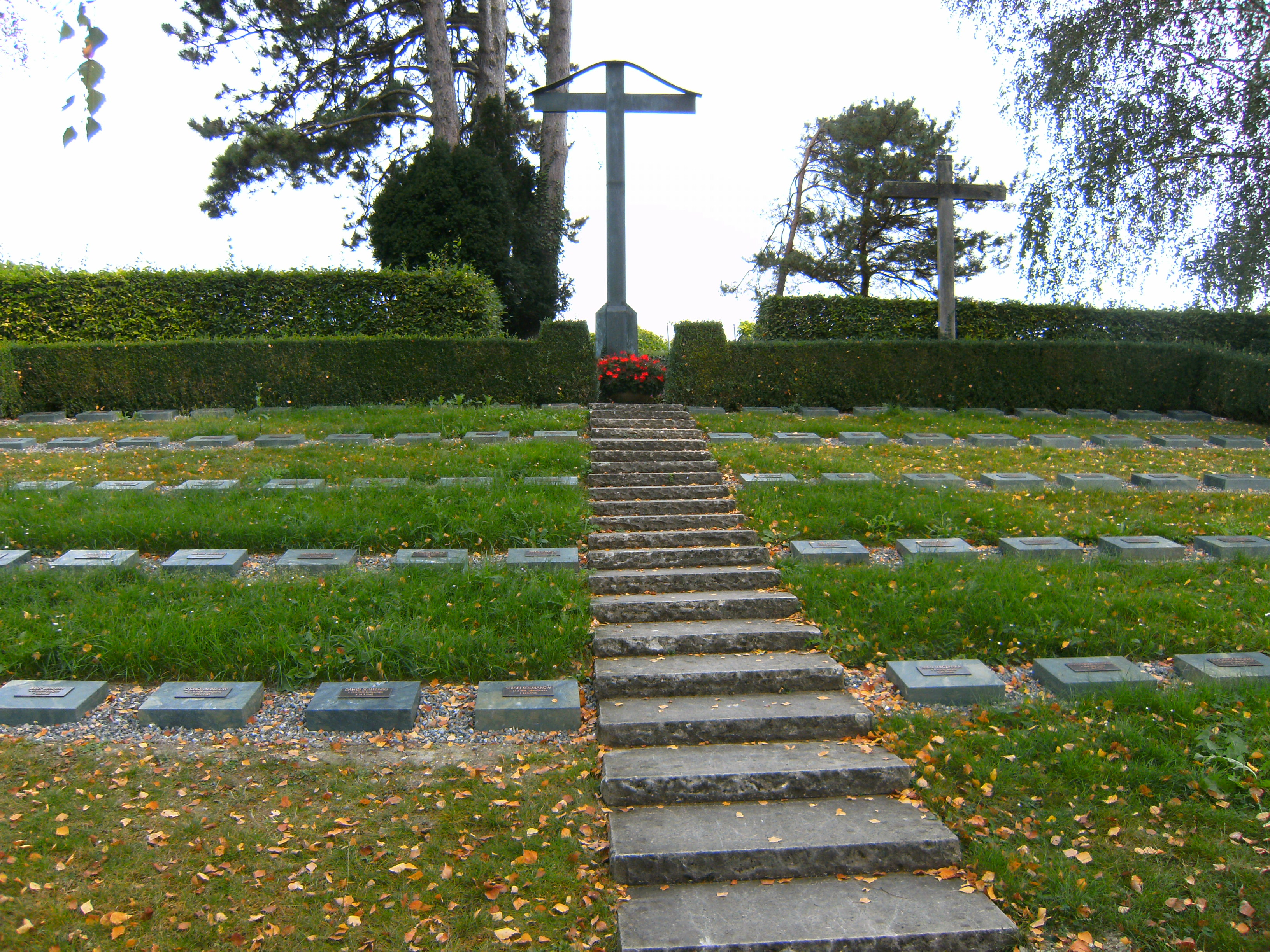
Gesamtansicht mit zwei Hochkreuzen

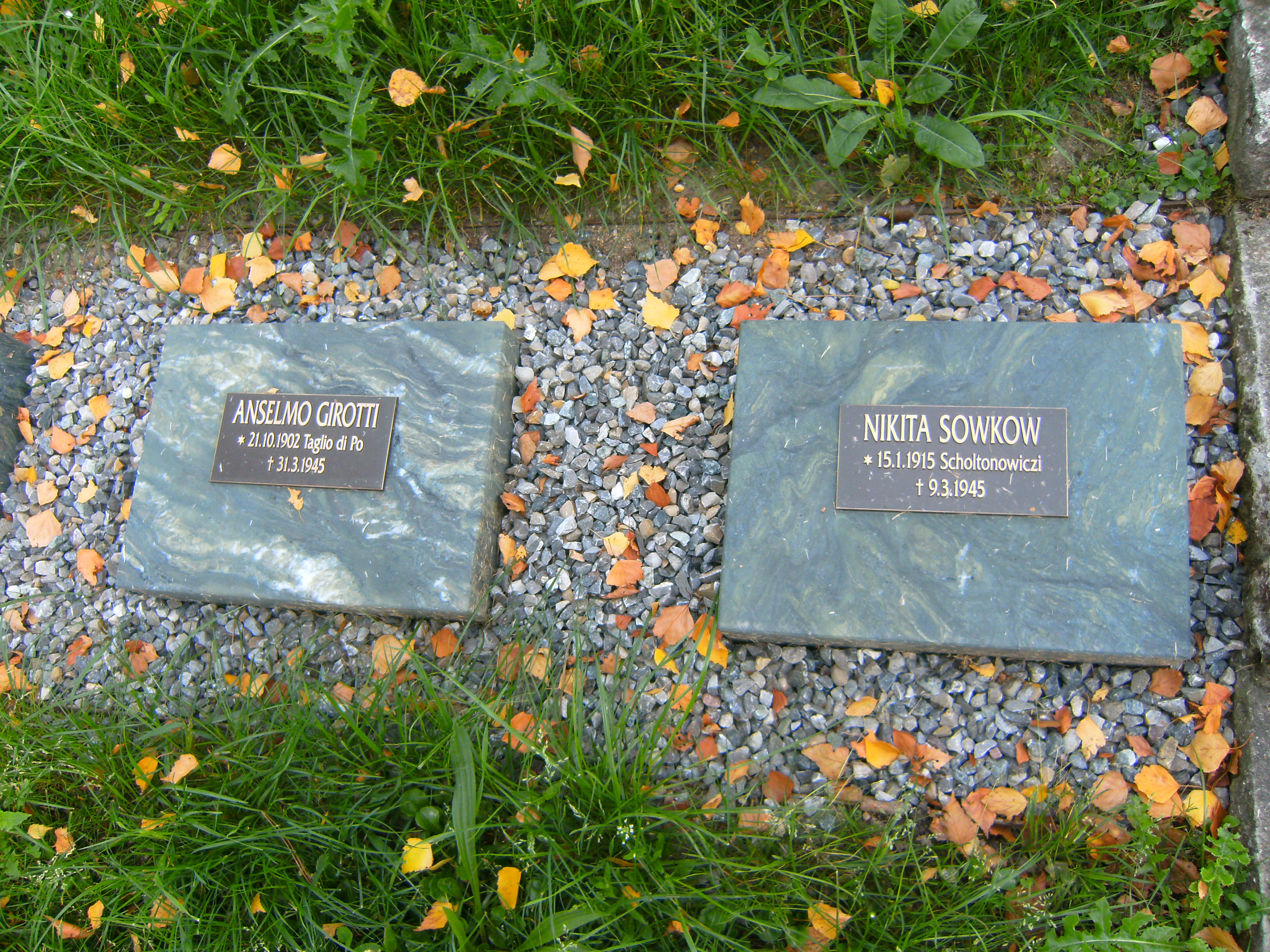
Grabplatten mit Namen

Mindestens 185 Häftlinge des KZ-Außenlagers Überlingen-Aufkirch starben: 71 ihrer Leichname wurden, wie beim Standesamt Überlingen beurkundet, mit der Autofähre Konstanz–Meersburg nach Konstanz überführt und dort im Krematorium beim Hauptfriedhof eingeäschert. Die Bestattungsurnen der italienischen Toten wurden 1947 vom Italienischen Roten Kreuz in ihr Heimatland überführt.
Ab Februar 1945 wurden – vermutlich aufgrund von Kohlemangel – 97 Tote im Wald Degenhardt bei Überlingen in einem Massengrab verscharrt; ihre Todesursachen waren Schussverletzungen, Hunger, Schwäche, Misshandlungen und „Arbeitsunfälle“. Nach Kriegsende wurden auf Befehl der französischen Militärregierung die sterblichen Überreste aus dem Waldstück exhumiert, am Landungsplatz in Überlingen in Holzsärgen aufgebahrt und am 9. April 1946 auf einem neu eingerichteten KZ-Friedhof bei der Birnau beigesetzt. Die Namen der Toten sind auf den Kissensteinen angegeben, einige sind digital archiviert.

„Zahlreiche Häftlinge starben bei der Arbeit oder im Lager. Es ist nicht mehr möglich, die genaue Zahl und die Todesumstände zu ermitteln.“

## Internationale Kriegsgräberstätte

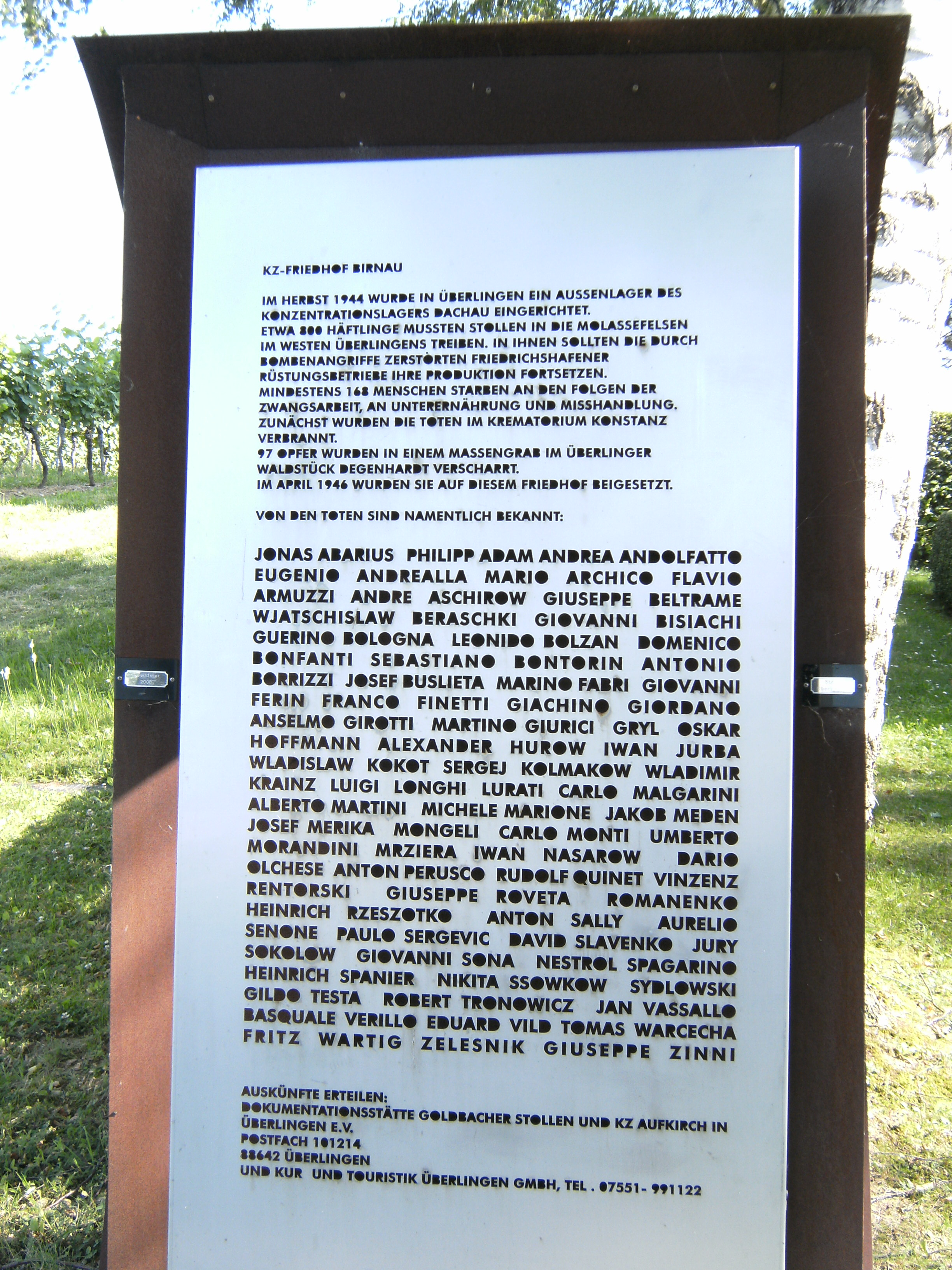
Stele mit der Geschichte des KZ Aufkirch und den Namen von 71 beigesetzten Toten in Birnau

Der größte Teil der Toten des Überlinger Lagers stammte aus Italien, weitere aus Litauen, Slowenien, Russland, Polen, Tschechien, Luxemburg, Deutschland, Frankreich. Die Italiener waren nach der Lossagung des Landes vom Faschismus in die Konzentrationslager gebracht worden. Die Slowenen waren in Ljubljana als Mitglieder der Befreiungsfront der Partisanen (Osvobodilna Fronta) gefangen genommen worden.